# Carteris oculatalis
Carteris oculatalis är en fjärilsart som beskrevs av Heinrich Benno Möschler 1890. Carteris oculatalis ingår i släktet Carteris och familjen nattflyn. Inga underarter finns listade i Catalogue of Life.